# Aleksander Ihnatowicz
Aleksander Ihnatowicz (ur. 18 listopada 1984 w Warszawie) – polski inżynier i aktor filmowy oraz teatralny.

## Życiorys
Jest prawnukiem majora Aleksandra Konstantego Ihnatowicz-Świat, instruktora broni na kursach dla cichociemnych i skoczka spadochronowego z okresu II wojny światowej.
Od dziecka interesował się aktorstwem. W wieku pięciu lat zaczął brać udział w zajęciach aktorskich zespołu „Tintilo” działającego przy warszawskim Teatrze Rampa, a później w zajęciach Ogniska Teatralnego „u Machulskich”. Zadebiutował w 1997 w filmie Kroniki domowe. W tym samym roku wystąpił w spektaklach telewizyjnych Dziady, Wiórek i Król Maciuś I, w którym zagrał tytułową, główną rolę. 
Ogólnopolską rozpoznawalność przyniosła mu rola Romana Latosza w serialu komediowym Polsatu Rodzina zastępcza, w którą wcielał się w latach 1999–2007. Grał Roniego Nowaka w serialu Tygrysy Europy (1999) i jego kontynuacji Tygrysy Europy 2 (2003). W 2007 zrezygnował z kariery aktorskiej. Ukończył Politechnikę Warszawską i zawodowo zajmuje się programowaniem. 

## Filmografia
- 1996: Kornelia jako Muksio
- 1997: Dziady jako Józio
- 1997: Król Maciuś I jako Król Maciuś I
- 1997: Wiórek jako Kuba
- 1997: Kroniki domowe jako Olo
- 1998: Cesarski szaleniec jako Jurik
- 1998: Naparstek Pana Boga jako Janek
- 1999–2007: Rodzina zastępcza jako Romek Latosz
- 1999: Trzy szalone zera
- 1999: Tygrysy Europy jako Roni Nowak
- 2000: Adam i Ewa jako młody Bogdan Werner
- 2003: Tygrysy Europy 2 jako Roni Nowak
- 2005: Sąsiedzi jako Krzysio Wieczorek (odc. 65)

## Programy telewizyjne
- 2005: Rozmowy w toku (TVN) – uczestnik programu (odcinek poświęcony dziecięcym gwiazdom)